# Chicago (Band)/Auszeichnungen für Musikverkäufe

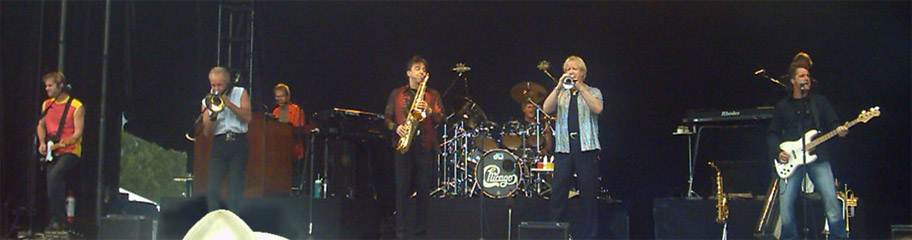
Chicago (2004)

Dies ist eine Übersicht über die Auszeichnungen für Musikverkäufe der US-amerikanischen Jazzrock-Band Chicago. Die Auszeichnungen finden sich nach ihrer Art (Gold, Platin usw.), nach Staaten getrennt in chronologischer Reihenfolge, geordnet sowie nach den Tonträgern selbst, ebenfalls in chronologischer Reihenfolge, getrennt nach Medium (Alben, Singles usw.), wieder.

## Auszeichnungen
| - Vereinigtes Königreich - 1976: für das Album Chicago X - 1982: für die Single Hard to Say I’m Sorry - 2014: für das Album The Very Best Of - 2024: für die Single You’re the Inspiration - Australien - 1982: für die Single Hard to Say I’m Sorry - 1990: für das Album Chicago 16 - 1992: für das Album Chicago IX – Chicago’s Greatest Hits - 2006: für das Album The Chicago Story – Complete Greatest Hits - 2009: für das Album The Heart of Chicago 1967–1997 - Brasilien - 2005: für das Album The Chicago Story – Complete Greatest Hits - Dänemark - 2024: für die Single If You Leave Me Now - Deutschland - 1987: für das Album Chicago 16 - 2012: für das Album The Chicago Story – Complete Greatest Hits - Finnland - 1992: für das Album The Heart of Chicago - Frankreich - 1978: für das Album Chicago X - Italien - 1983: für das Album Chicago 16 - Japan - 1984: für das Album Chicago 17 - 1998: für das Album The Heart of Chicago 1967–1997 - 2014: für die Single If You Leave Me Now (Digital) - Kanada - 1976: für die Single If You Leave Me Now - 1977: für das Album Chicago VII - 1977: für das Album Chicago At Carnegie Hall - 1977: für das Album Chicago III - 1977: für das Album Chicago VIII - 1979: für das Album Chicago 13 - 1979: für die Single Colour My World - 1982: für das Album Chicago 16 - 1982: für die Single Hard To Say I'm Sorry - 1990: für das Album The Heart of Chicago - 2004: für das Album The Very Best Of - 2006: für das Videoalbum Chicago Soundstage - Neuseeland - 1978: für das Album Chicago IX – Chicago’s Greatest Hits - 1996: für das Album 25 Years of Gold - Schweden - 1984: für das Album Chicago 17 - Schweiz - 1987: für das Album Chicago 17 - Spanien - 2024: für die Single Hard to Say I’m Sorry - Vereinigte Staaten - 1974: für die Single Just You ’n’ Me - 1974: für die Single Saturday in the Park - 1979: für das Album Chicago 13 - 1982: für die Single Hard to Say I’m Sorry - 1986: für das Album Chicago 18 - 1989: für die Single Look Away - 1997: für das Album The Heart of Chicago 1967–1997 - 1999: für das Album Chicago XXV: The Christmas Album - 2009: für das Videoalbum Live In Concert - 2010: für das Album The Best of Chicago: 40th Anniversary Edition - 2023: für das Album What’s It Gonna Be, Santa? - Vereinigtes Königreich - 1976: für die Single If You Leave Me Now - 1985: für das Album Chicago 17 - 2003: für das Album The Chicago Story – Complete Greatest Hits - 2013: für das Album The Heart of Chicago 1967–1997 | - Australien - 1979: für das Album Chicago X - Japan - 1993: für das Album The Heart of Chicago - Kanada - 1976: für das Album Chicago X - 1977: für das Album Chicago - 1977: für das Album Chicago XI - 1977: für das Album Chicago VI - 1977: für das Album Chicago V - 1977: für das Album Chicago Transit Authority - 1978: für das Album Hot Streets - 2006: für das Videoalbum Chicago With Earth, Wind & Fire Live At The Greek - Neuseeland - 1997: für das Album The Heart of Chicago 1967–1997 - 2020: für die Single If You Leave Me Now - Niederlande - 1992: für das Album The Heart of Chicago - Schweden - 2003: für das Album The Chicago Story – Complete Greatest Hits - Spanien - 1994: für das Album The Heart of Chicago - 2024: für die Single If You Leave Me Now - Vereinigte Staaten - 1977: für das Album Chicago XI - 1978: für das Album Hot Streets - 1982: für das Album Chicago 16 - 1986: für das Album Chicago III - 1986: für das Album Chicago at Carnegie Hall - 1986: für das Album Chicago VIII - 1986: für das Album Chicago VII - 1991: für das Album 19 - 1991: für das Album Chicago II - 1991: für das Album If You Leave Me Now - 2001: für die Single If You Leave Me Now - 2005: für das Videoalbum Chicago With Earth, Wind & Fire Live At The Greek - Vereinigtes Königreich - 2003: für das Album The Heart of Chicago | - Vereinigte Staaten - 1986: für das Album Chicago X - 1986: für das Album Chicago VI - 1986: für das Album Chicago V - 1986: für das Album Chicago Transit Authority - 2005: für das Album The Chicago Story – Complete Greatest Hits - Kanada - 1979: für das Album Chicago IX Greatest Hits - 1979: für das Album Chicago II - Vereinigte Staaten - 1991: für das Album Chicago IX – Chicago’s Greatest Hits - 1997: für das Album The Heart of Chicago - Vereinigte Staaten - 1997: für das Album Chicago 17 |

## Auszeichnungen nach Alben

### Chicago Transit Authority
| Land/Region               | Auszeichnungen für Musikverkäufe (Land/Region, Auszeichnung, Verkäufe) | Verkäufe  |
| ------------------------- | ---------------------------------------------------------------------- | --------- |
| Kanada (MC)               | Platin                                                                 | 100.000   |
| Vereinigte Staaten (RIAA) | 2× Platin                                                              | 2.000.000 |
| Insgesamt                 | 3× Platin ·                                                            | 2.100.000 |

### Chicago II
| Land/Region               | Auszeichnungen für Musikverkäufe (Land/Region, Auszeichnung, Verkäufe) | Verkäufe  |
| ------------------------- | ---------------------------------------------------------------------- | --------- |
| Kanada (MC)               | 3× Platin                                                              | 300.000   |
| Vereinigte Staaten (RIAA) | Platin                                                                 | 1.000.000 |
| Insgesamt                 | 4× Platin ·                                                            | 1.300.000 |

### Chicago III
| Land/Region               | Auszeichnungen für Musikverkäufe (Land/Region, Auszeichnung, Verkäufe) | Verkäufe  |
| ------------------------- | ---------------------------------------------------------------------- | --------- |
| Kanada (MC)               | Gold                                                                   | 50.000    |
| Vereinigte Staaten (RIAA) | Platin                                                                 | 1.000.000 |
| Insgesamt                 | 1× Gold · 1× Platin ·                                                  | 1.050.000 |

### Chicago at Carnegie Hall
| Land/Region               | Auszeichnungen für Musikverkäufe (Land/Region, Auszeichnung, Verkäufe) | Verkäufe  |
| ------------------------- | ---------------------------------------------------------------------- | --------- |
| Kanada (MC)               | Gold                                                                   | 50.000    |
| Vereinigte Staaten (RIAA) | Platin                                                                 | 1.000.000 |
| Insgesamt                 | 1× Gold · 1× Platin ·                                                  | 1.050.000 |

### Chicago V
| Land/Region               | Auszeichnungen für Musikverkäufe (Land/Region, Auszeichnung, Verkäufe) | Verkäufe  |
| ------------------------- | ---------------------------------------------------------------------- | --------- |
| Kanada (MC)               | Platin                                                                 | 100.000   |
| Vereinigte Staaten (RIAA) | 2× Platin                                                              | 2.000.000 |
| Insgesamt                 | 3× Platin ·                                                            | 2.100.000 |

### Chicago VI
| Land/Region               | Auszeichnungen für Musikverkäufe (Land/Region, Auszeichnung, Verkäufe) | Verkäufe  |
| ------------------------- | ---------------------------------------------------------------------- | --------- |
| Kanada (MC)               | Platin                                                                 | 100.000   |
| Vereinigte Staaten (RIAA) | 2× Platin                                                              | 2.000.000 |
| Insgesamt                 | 3× Platin ·                                                            | 2.100.000 |

### Chicago VII
| Land/Region               | Auszeichnungen für Musikverkäufe (Land/Region, Auszeichnung, Verkäufe) | Verkäufe  |
| ------------------------- | ---------------------------------------------------------------------- | --------- |
| Kanada (MC)               | Gold                                                                   | 50.000    |
| Vereinigte Staaten (RIAA) | Platin                                                                 | 1.000.000 |
| Insgesamt                 | 1× Gold · 1× Platin ·                                                  | 1.050.000 |

### Chicago VIII
| Land/Region               | Auszeichnungen für Musikverkäufe (Land/Region, Auszeichnung, Verkäufe) | Verkäufe  |
| ------------------------- | ---------------------------------------------------------------------- | --------- |
| Kanada (MC)               | Gold                                                                   | 50.000    |
| Vereinigte Staaten (RIAA) | Platin                                                                 | 1.000.000 |
| Insgesamt                 | 1× Gold · 1× Platin ·                                                  | 1.050.000 |

### Chicago IX – Chicago’s Greatest Hits
| Land/Region               | Auszeichnungen für Musikverkäufe (Land/Region, Auszeichnung, Verkäufe) | Verkäufe  |
| ------------------------- | ---------------------------------------------------------------------- | --------- |
| Australien (ARIA)         | Gold                                                                   | 35.000    |
| Kanada (MC)               | 3× Platin                                                              | 300.000   |
| Neuseeland (RMNZ)         | Gold                                                                   | 10.000    |
| Vereinigte Staaten (RIAA) | 5× Platin                                                              | 5.000.000 |
| Insgesamt                 | 2× Gold · 8× Platin ·                                                  | 5.345.000 |

### Chicago X
| Land/Region                  | Auszeichnungen für Musikverkäufe (Land/Region, Auszeichnung, Verkäufe) | Verkäufe  |
| ---------------------------- | ---------------------------------------------------------------------- | --------- |
| Australien (ARIA)            | Platin                                                                 | 50.000    |
| Frankreich (SNEP)            | Gold                                                                   | 100.000   |
| Kanada (MC)                  | Platin                                                                 | 100.000   |
| Vereinigte Staaten (RIAA)    | 2× Platin                                                              | 2.000.000 |
| Vereinigtes Königreich (BPI) | Silber                                                                 | 60.000    |
| Insgesamt                    | 1× Silber · 1× Gold · 4× Platin ·                                      | 2.310.000 |

### Chicago XI
| Land/Region               | Auszeichnungen für Musikverkäufe (Land/Region, Auszeichnung, Verkäufe) | Verkäufe  |
| ------------------------- | ---------------------------------------------------------------------- | --------- |
| Kanada (MC)               | Platin                                                                 | 100.000   |
| Vereinigte Staaten (RIAA) | Platin                                                                 | 1.000.000 |
| Insgesamt                 | 2× Platin ·                                                            | 1.100.000 |

### Hot Streets
| Land/Region               | Auszeichnungen für Musikverkäufe (Land/Region, Auszeichnung, Verkäufe) | Verkäufe  |
| ------------------------- | ---------------------------------------------------------------------- | --------- |
| Kanada (MC)               | Platin                                                                 | 100.000   |
| Vereinigte Staaten (RIAA) | Platin                                                                 | 1.000.000 |
| Insgesamt                 | 2× Platin ·                                                            | 1.100.000 |

### Chicago 13
| Land/Region               | Auszeichnungen für Musikverkäufe (Land/Region, Auszeichnung, Verkäufe) | Verkäufe |
| ------------------------- | ---------------------------------------------------------------------- | -------- |
| Kanada (MC)               | Gold                                                                   | 50.000   |
| Vereinigte Staaten (RIAA) | Gold                                                                   | 500.000  |
| Insgesamt                 | 2× Gold ·                                                              | 550.000  |

### Chicago 16
| Land/Region               | Auszeichnungen für Musikverkäufe (Land/Region, Auszeichnung, Verkäufe) | Verkäufe  |
| ------------------------- | ---------------------------------------------------------------------- | --------- |
| Australien (ARIA)         | Gold                                                                   | 35.000    |
| Deutschland (BVMI)        | Gold                                                                   | 250.000   |
| Italien (FIMI)            | Gold                                                                   | 100.000   |
| Kanada (MC)               | Gold                                                                   | 50.000    |
| Vereinigte Staaten (RIAA) | Platin                                                                 | 1.000.000 |
| Insgesamt                 | 4× Gold · 1× Platin ·                                                  | 1.385.000 |

### Chicago 17
| Land/Region                  | Auszeichnungen für Musikverkäufe (Land/Region, Auszeichnung, Verkäufe) | Verkäufe  |
| ---------------------------- | ---------------------------------------------------------------------- | --------- |
| Japan (RIAJ)                 | Gold                                                                   | 100.000   |
| Schweden (IFPI)              | Gold                                                                   | 50.000    |
| Schweiz (IFPI)               | Gold                                                                   | 25.000    |
| Vereinigte Staaten (RIAA)    | 6× Platin                                                              | 6.000.000 |
| Vereinigtes Königreich (BPI) | Gold                                                                   | 100.000   |
| Insgesamt                    | 4× Gold · 6× Platin ·                                                  | 6.275.000 |

### Chicago 18
| Land/Region               | Auszeichnungen für Musikverkäufe (Land/Region, Auszeichnung, Verkäufe) | Verkäufe |
| ------------------------- | ---------------------------------------------------------------------- | -------- |
| Vereinigte Staaten (RIAA) | Gold                                                                   | 500.000  |
| Insgesamt                 | 1× Gold ·                                                              | 500.000  |

### 19
| Land/Region               | Auszeichnungen für Musikverkäufe (Land/Region, Auszeichnung, Verkäufe) | Verkäufe  |
| ------------------------- | ---------------------------------------------------------------------- | --------- |
| Vereinigte Staaten (RIAA) | Platin                                                                 | 1.000.000 |
| Insgesamt                 | 1× Platin ·                                                            | 1.000.000 |

### The Heart of Chicago
| Land/Region                  | Auszeichnungen für Musikverkäufe (Land/Region, Auszeichnung, Verkäufe) | Verkäufe  |
| ---------------------------- | ---------------------------------------------------------------------- | --------- |
| Finnland (IFPI)              | Gold                                                                   | 25.327    |
| Japan (RIAJ)                 | Platin                                                                 | 200.000   |
| Kanada (MC)                  | Gold                                                                   | 50.000    |
| Niederlande (NVPI)           | Platin                                                                 | 100.000   |
| Spanien (Promusicae)         | Platin                                                                 | 100.000   |
| Vereinigte Staaten (RIAA)    | 5× Platin                                                              | 5.000.000 |
| Vereinigtes Königreich (BPI) | Platin                                                                 | 300.000   |
| Insgesamt                    | 2× Gold · 9× Platin ·                                                  | 5.675.327 |

### 25 Years of Gold
| Land/Region       | Auszeichnungen für Musikverkäufe (Land/Region, Auszeichnung, Verkäufe) | Verkäufe |
| ----------------- | ---------------------------------------------------------------------- | -------- |
| Neuseeland (RMNZ) | Gold                                                                   | 7.500    |
| Insgesamt         | 1× Gold ·                                                              | 7.500    |

### The Very Best Of
| Land/Region                  | Auszeichnungen für Musikverkäufe (Land/Region, Auszeichnung, Verkäufe) | Verkäufe |
| ---------------------------- | ---------------------------------------------------------------------- | -------- |
| Vereinigtes Königreich (BPI) | Silber                                                                 | 60.000   |
| Insgesamt                    | 1× Silber ·                                                            | 60.000   |

### The Heart of Chicago 1967–1997
| Land/Region                  | Auszeichnungen für Musikverkäufe (Land/Region, Auszeichnung, Verkäufe) | Verkäufe |
| ---------------------------- | ---------------------------------------------------------------------- | -------- |
| Australien (ARIA)            | Gold                                                                   | 35.000   |
| Japan (RIAJ)                 | Gold                                                                   | 100.000  |
| Neuseeland (RMNZ)            | Platin                                                                 | 15.000   |
| Vereinigte Staaten (RIAA)    | Gold                                                                   | 500.000  |
| Vereinigtes Königreich (BPI) | Gold                                                                   | 100.000  |
| Insgesamt                    | 4× Gold · 1× Platin ·                                                  | 750.000  |

### Chicago XXV: The Christmas Album / What’s It Gonna Be, Santa?
| Land/Region               | Auszeichnungen für Musikverkäufe (Land/Region, Auszeichnung, Verkäufe) | Verkäufe  |
| ------------------------- | ---------------------------------------------------------------------- | --------- |
| Vereinigte Staaten (RIAA) | Gold (1999) + · Gold (Re-Release)                                      | 1.000.000 |
| Insgesamt                 | 2× Gold ·                                                              | 1.000.000 |

### The Chicago Story – Complete Greatest Hits
| Land/Region                  | Auszeichnungen für Musikverkäufe (Land/Region, Auszeichnung, Verkäufe) | Verkäufe  |
| ---------------------------- | ---------------------------------------------------------------------- | --------- |
| Australien (ARIA)            | Gold                                                                   | 35.000    |
| Brasilien (PMB)              | Gold                                                                   | 50.000    |
| Deutschland (BVMI)           | Gold                                                                   | 250.000   |
| Schweden (IFPI)              | Platin                                                                 | 60.000    |
| Vereinigte Staaten (RIAA)    | 2× Platin                                                              | 2.000.000 |
| Vereinigtes Königreich (BPI) | Gold                                                                   | 100.000   |
| Insgesamt                    | 4× Gold · 4× Platin ·                                                  | 2.495.000 |

### The Best of Chicago: 40th Anniversary Edition
| Land/Region               | Auszeichnungen für Musikverkäufe (Land/Region, Auszeichnung, Verkäufe) | Verkäufe |
| ------------------------- | ---------------------------------------------------------------------- | -------- |
| Vereinigte Staaten (RIAA) | Gold                                                                   | 500.000  |
| Insgesamt                 | 1× Gold ·                                                              | 500.000  |

## Auszeichnungen nach Singles

### Colour My World
| Land/Region | Auszeichnungen für Musikverkäufe (Land/Region, Auszeichnung, Verkäufe) | Verkäufe |
| ----------- | ---------------------------------------------------------------------- | -------- |
| Kanada (MC) | Gold                                                                   | 75.000   |
| Insgesamt   | 1× Gold ·                                                              | 75.000   |

### Saturday in the Park
| Land/Region               | Auszeichnungen für Musikverkäufe (Land/Region, Auszeichnung, Verkäufe) | Verkäufe  |
| ------------------------- | ---------------------------------------------------------------------- | --------- |
| Vereinigte Staaten (RIAA) | Gold                                                                   | 1.000.000 |
| Insgesamt                 | 1× Gold ·                                                              | 1.000.000 |

### Just You ’n’ Me
| Land/Region               | Auszeichnungen für Musikverkäufe (Land/Region, Auszeichnung, Verkäufe) | Verkäufe  |
| ------------------------- | ---------------------------------------------------------------------- | --------- |
| Vereinigte Staaten (RIAA) | Gold                                                                   | 1.000.000 |
| Insgesamt                 | 1× Gold ·                                                              | 1.000.000 |

### If You Leave Me Now
| Land/Region                  | Auszeichnungen für Musikverkäufe (Land/Region, Auszeichnung, Verkäufe) | Verkäufe  |
| ---------------------------- | ---------------------------------------------------------------------- | --------- |
| Dänemark (IFPI)              | Gold                                                                   | 45.000    |
| Japan (RIAJ)                 | Gold                                                                   | 100.000   |
| Kanada (MC)                  | Gold                                                                   | 75.000    |
| Neuseeland (RMNZ)            | Platin                                                                 | 30.000    |
| Spanien (Promusicae)         | Platin                                                                 | 60.000    |
| Vereinigte Staaten (RIAA)    | Platin                                                                 | 1.000.000 |
| Vereinigtes Königreich (BPI) | Gold                                                                   | 500.000   |
| Insgesamt                    | 4× Gold · 3× Platin ·                                                  | 1.810.000 |

### Hard to Say I’m Sorry
| Land/Region                  | Auszeichnungen für Musikverkäufe (Land/Region, Auszeichnung, Verkäufe) | Verkäufe  |
| ---------------------------- | ---------------------------------------------------------------------- | --------- |
| Australien (ARIA)            | Gold                                                                   | 50.000    |
| Kanada (MC)                  | Gold                                                                   | 50.000    |
| Spanien (Promusicae)         | Gold                                                                   | 30.000    |
| Vereinigte Staaten (RIAA)    | Gold                                                                   | 1.000.000 |
| Vereinigtes Königreich (BPI) | Silber                                                                 | 250.000   |
| Insgesamt                    | 1× Silber · 4× Gold ·                                                  | 1.380.000 |

### You’re the Inspiration
| Land/Region                  | Auszeichnungen für Musikverkäufe (Land/Region, Auszeichnung, Verkäufe) | Verkäufe |
| ---------------------------- | ---------------------------------------------------------------------- | -------- |
| Vereinigtes Königreich (BPI) | Silber                                                                 | 200.000  |
| Insgesamt                    | 1× Silber ·                                                            | 200.000  |

### Look Away
| Land/Region               | Auszeichnungen für Musikverkäufe (Land/Region, Auszeichnung, Verkäufe) | Verkäufe |
| ------------------------- | ---------------------------------------------------------------------- | -------- |
| Vereinigte Staaten (RIAA) | Gold                                                                   | 500.000  |
| Insgesamt                 | 1× Gold ·                                                              | 500.000  |

## Auszeichnungen nach Videoalben

### Chicago With Earth, Wind & Fire Live At The Greek
| Land/Region               | Auszeichnungen für Musikverkäufe (Land/Region, Auszeichnung, Verkäufe) | Verkäufe |
| ------------------------- | ---------------------------------------------------------------------- | -------- |
| Kanada (MC)               | Platin                                                                 | 10.000   |
| Vereinigte Staaten (RIAA) | Platin                                                                 | 100.000  |
| Insgesamt                 | 2× Platin ·                                                            | 110.000  |

### Chicago Soundstage
| Land/Region | Auszeichnungen für Musikverkäufe (Land/Region, Auszeichnung, Verkäufe) | Verkäufe |
| ----------- | ---------------------------------------------------------------------- | -------- |
| Kanada (MC) | Gold                                                                   | 5.000    |
| Insgesamt   | 1× Gold ·                                                              | 5.000    |

### Live in Concert
| Land/Region               | Auszeichnungen für Musikverkäufe (Land/Region, Auszeichnung, Verkäufe) | Verkäufe |
| ------------------------- | ---------------------------------------------------------------------- | -------- |
| Vereinigte Staaten (RIAA) | Gold                                                                   | 50.000   |
| Insgesamt                 | 1× Gold ·                                                              | 50.000   |

## Statistik und Quellen
| Land/RegionAuszeichnungen für Musikverkäufe (Land/Region, Auszeichnungen, Verkäufe, Quellen) | Silber     | Gold       | Platin       | Verkäufe   | Quellen               |
| -------------------------------------------------------------------------------------------- | ---------- | ---------- | ------------ | ---------- | --------------------- |
| Australien (ARIA)                                                                            | —          | 5× Gold5   | Platin1      | 240.000    | aria.com.au           |
| Brasilien (PMB)                                                                              | —          | Gold1      | —            | 50.000     | pro-musicabr.org.br   |
| Dänemark (IFPI)                                                                              | —          | Gold1      | —            | 45.000     | ifpi.dk               |
| Deutschland (BVMI)                                                                           | —          | 2× Gold2   | —            | 500.000    | musikindustrie.de     |
| Finnland (IFPI)                                                                              | —          | Gold1      | —            | 25.327     | ifpi.fi               |
| Frankreich (SNEP)                                                                            | —          | Gold1      | —            | 100.000    | infodisc.fr           |
| Italien (FIMI)                                                                               | —          | Gold1      | —            | 100.000    | worldradiohistory.com |
| Japan (RIAJ)                                                                                 | —          | 3× Gold3   | Platin1      | 500.000    | riaj.or.jp JP2        |
| Kanada (MC)                                                                                  | —          | 12× Gold12 | 14× Platin14 | 1.865.000  | musiccanada.com       |
| Neuseeland (RMNZ)                                                                            | —          | 2× Gold2   | 2× Platin2   | 62.500     | radioscope.co.nz      |
| Niederlande (NVPI)                                                                           | —          | —          | Platin1      | 100.000    | nvpi.nl               |
| Schweden (IFPI)                                                                              | —          | Gold1      | Platin1      | 110.000    | sverigetopplistan.se  |
| Schweiz (IFPI)                                                                               | —          | Gold1      | —            | 25.000     | Einzelnachweise       |
| Spanien (Promusicae)                                                                         | —          | Gold1      | 2× Platin2   | 190.000    | elportaldemusica.es   |
| Vereinigte Staaten (RIAA)                                                                    | —          | 11× Gold11 | 38× Platin38 | 44.650.000 | riaa.com              |
| Vereinigtes Königreich (BPI)                                                                 | 4× Silber4 | 4× Gold4   | Platin1      | 1.660.000  | bpi.co.uk             |
| Insgesamt                                                                                    | 4× Silber4 | 47× Gold47 | 61× Platin61 |            |                       |